# 고협 (극단)
고협(高協)은 일제강점기 말기의 연극 극단이다.

## 개요
1939년 3월에 고려영화협회의 주인규 등이 주도하여 조직하였다. 중일 전쟁이 발발한 후에 창립하였기 때문에, 농어촌을 순회하며 시국 연극을 공연하고 만주 공연으로 일본군 위문에 참여하는 등 연극을 통한 보국운동에 참가했다.
배우 심영이 대표를 맡았고, 극작가 박영호가 문예를 담당하였으며 연출은 나웅이 책임자였다. 고협은 현재의 서울 은평구 불광동 지역에 연극촌인 고협촌을 건설하였다. 단원들은 이곳에서 집단 생활을 하면서 공연을 준비하였다.
1940년에는 조선연극협회에 가입하여 활동하였으며, 태평양 전쟁 종전 직후 해체되었다.

## 주요 작품
- 1939년: 《어머니》 (이태준), 《정어리》 (박영호)
- 1940년: 《춘향전》 (유치진), 《무영탑》(함세덕) 부민관 공연
- 1941년: 《마의태자와 낙랑공주》 (유치진), 《등잔불》 (박영호) 공연
- 1942년: 《동백꽃 피는 마을》 (임선규)
- 1942년: 《빙화》 (임선규) - 제1회 국민극 경연대회 출품작
- 1943년: 《아름다운 고향》 (김태진) - 제2회 국민극 경연대회 출품작
- 1945년: 《상아탑에서》 (임선규) - 제3회 국민극 경연대회 출품작

## 같이 보기
- 고려영화협회

## 참고자료
- 친일인명사전편찬위원회 (2004년 12월 27일). 《일제협력단체사전 - 국내 중앙편》. 서울: 민족문제연구소. 681~683쪽쪽. ISBN 978-89-953307-2-2.